# X-CD-Roast
X-CD-Roast è un frontend grafico per cdrtools sviluppato con GTK+ che fornisce un'interfaccia grafica (GUI) per la creazione di CD.
Funziona in ambiente GNU/Linux e altri sistemi operativi Unix-like. Distribuito sotto la licenza GNU General Public License, X-CD-Roast è un software libero.
È stato uno dei primi software a mettere a disposizione un'interfaccia grafica nei sistemi operativi Unix-like e il primo software grafico per la creazione di CD.

## Funzionalità
Alcune delle funzionalità messe a disposizione da X-CD-Roast sono le seguenti:
- Multilingue: traduzioni disponibili in 30 lingue
- Lettore file wav integrato
- Creazione CD dati, audio, modalità mista e multisessione
- Supporto a CD-Text
- Supporto CDDB tramite HTTP/Proxy o nativo
- Scrittura di DVD dati (DVD-R/RW, DVD+R/RW)
- Supporto per dispositivi di rete (Remote-SCSI)